# Painho
Painho ist ein Ort und eine ehemalige Gemeinde (Freguesia) im portugiesischen Kreis Cadaval. Die Gemeinde hatte 1320 Einwohner (Stand 30. Juni 2011).
Am 29. September 2013 wurden die Gemeinden Painho und Figueiros zur neuen Gemeinde União das Freguesias de Painho e Figueiros zusammengeschlossen.